# Ласк (гмина)
Ласк (пол. Łask) — гмина (волость) в Польше, входит как административная единица в Ласкский повет, Лодзинское воеводство. Население — 28 479 человек (на 2004 год).

## Сельские округа
1. Александрувек
2. Анелин
3. Балуч
4. Боршевице
5. Буды-Стрыевске
6. Горчин
7. Каршев
8. Копысть
9. Кшуч
10. Лопатки
11. Маурыца
12. Нове-Вжещевице
13. Окуп-Малы
14. Окуп-Вельки
15. Орхув
16. Острув
17. Рембув
18. Ремишев
19. Рокитница
20. Сенганув
21. Стрые-Ксенже
22. Стрые-Паскове
23. Теодоры
24. Вевюрчин
25. Воля-Балуцка
26. Воля-Ласка
27. Воля-Стрыевска
28. Вроновице
29. Вжещевице
30. Нове-Вжещевице
31. Выджин
32. Зеленцице
33. Грабина

## Соседние гмины
1. Гмина Бучек
2. Гмина Добронь
3. Гмина Сендзеёвице
4. Гмина Шадек
5. Гмина Водзерады
6. Гмина Зелюв
7. Гмина Здуньска-Воля